# M15/42
カルロ・アルマートM15/42（Carro Armato Medio da 15 tonnellate Modello 1942）は、第二次世界大戦中に生産されたイタリアの中戦車である。このイタリア陸軍向けに最後に作られた中戦車は、初期のM13/40とM14/41の設計を基礎にし、さらに北アフリカ戦線での戦訓を考慮して生産されていた。本車は、もっと重量のあるP26/40戦車が量産できるようになるまでの一時しのぎだった:14。
運用が予期されていた北アフリカの戦線には投入されなかったものの、イタリアやユーゴスラビア国内のドイツ国防軍によって使用された。

## 開発
M13/40やM14/41中戦車の不十分さが示された後、イタリア陸軍は、より重量のあるP26/40戦車の量産体制が整うまで、一時しのぎの設計が必要であるとの結論を下した:8-14。M13/40とM14/41は、初期のイギリス製戦車や同時代の連合軍戦車の大部分と比較しても、幾つか深刻な不利を抱えており、北アフリカの砂漠には非常に不適合なものとなった。またこれらの戦車の主砲は、当時の大部分の中戦車に対しては威力充分だったが、北アフリカに配備されたもっと重装甲なイギリス戦車を貫徹できなかった。
1941年の初期、イタリア軍はM16/43 サハリアノ快速中戦車の製造を計画した。これは捕獲したイギリス製A15クルーセイダー戦車を設計の参考にしていた:16。試験では良好な性能を見せた試作戦車だったが、1943年にこの戦車は計画中止となった。この当時のイタリアは北アフリカの領土を喪失し、その砂漠で用いる快速戦車の製造をもはや必要としなくなっていた。この戦車の開発中に、ドイツは戦車製造に必要な資源の半分と、主砲そして照準器の全てを供給するという条件のもとで、III号戦車やIV号戦車のライセンス生産を提案した。イタリア側はドイツに自国の工業能力を拘束されることを望まず、この提案を拒否し、代わりに自らのM14/41戦車を改良し、配備することを決意した。
本車は原型のM14/41より全長が12cm長くなるものとされた。また元々はM16/43に装備するはずだった新しい主砲を装備し、新型の12リットル 192 hp FIAT SPA 15TB M42ガソリンエンジンと新しい駆動機構を備える予定だった。エンジンの選定理由は、大出力ディーゼルエンジンの開発にはまだ時間がかかることと、当時のイタリアでは重油が不足していたためである:16-17。当時のイタリア中戦車が搭載していたフィアット社製のエンジンには「○T M○」と「○TB M○」という型式があるが、「○TB M○」の"B"はイタリア語でガソリンを意味する「Benzina」の頭文字であり、ガソリンエンジンであることを表す。この車輌は、公式にはカルロ・アルマートM15/42として知られる。Mは中戦車のM、15は重量をtで表示し、42は採用年数を示している。また北アフリカの戦闘で学んだ改修内容をまとめて施している。ただし本車用の主砲と弾薬の開発を行なうことは、1943年1月1日まで量産には入れないということを意味しており、この時点で本車は既に旧式化していた:17。
主兵装は47mm/L32戦車砲の改修版で構成された。これは47mm/L40と呼ばれ、電動で全周旋回する砲塔内部に据えられた。仰角20度、俯角10度まで可動する:16-17。この砲は成形炸薬弾、榴弾、徹甲弾を発射できた。副兵装は5挺のブレダM38車載機関銃である。2挺は車体に、2挺が同軸に、また5挺めは戦車の頂部にある対空機銃架に装着された。

## 実戦投入
1943年1月1日、イタリアはM15/42の量産を開始し、また1943年中期には90両が作られている:17。1943年9月8日のイタリアの降伏の後、第135機甲師団アリエテIIからなるイタリアの兵力は、彼らを武装解除するためローマに移動したドイツの兵員と戦った。M15/42は、イタリア軍がこの戦闘の最中に使用した戦車の1つである。
休戦後、ドイツは残されたM15/42を全て接収した。ドイツの下で、未完成のM15/42が28両追加で完成した。ドイツの作戦におけるM15/42は、ほとんどをユーゴスラビアで戦っており、85両が1944年12月までそこに駐留していた。

## 派生型

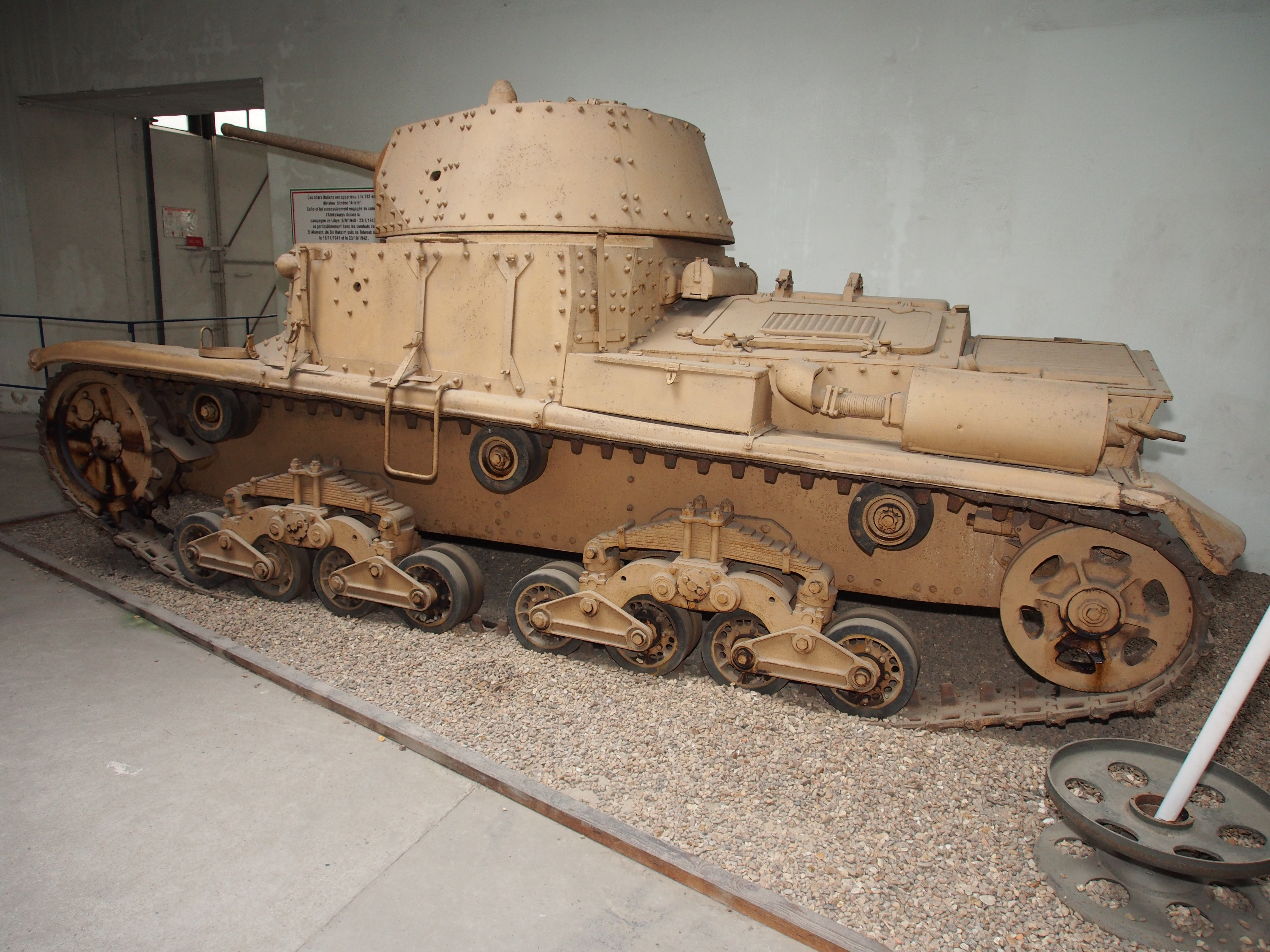
側面、後方から

戦時中に幾台かM15/42が生産されたが、この車輌のシャシーは幾種類かの成功作のベースに用いられている。これらには車体に装備された機銃を撤去し、このスペースに通信設備を充てた指揮戦車であるM15/42 Centro Radioや、セモヴェンテ da 75/34、セモヴェンテ da 75/46、そしてセモヴェンテ da 105/25の3種類の自走砲がある:21。
ほか、M15/42をベースとする試作車輌としては、軽く装甲の施された砲塔内部に4門の20mm スコッティ-イゾッタ・フラスキーニ機関砲を搭載する対空戦車が1943年に生産されている:17。休戦後、ドイツは本車を接収し、IV号戦車から派生した各種対空戦車、自走式対空機銃の参考に用いた可能性がある。

## 登場作品

### ゲーム
『World of Tanks』
中戦車としてイタリア軍技術ツリーに登場。
『War Thunder』
イタリアの中戦車M15/42として登場。M14/41の次に開発可能。
『トータル・タンク・シミュレーター』
イタリアの改駆逐戦車としてセモヴェンテ DA 75/34・重駆逐戦車としてセモヴェンテ DA 105/25が使用可能。